# Trhové Sviny
Trhové Sviny (německy Schweinitz) jsou město a obec s rozšířenou působností v okrese České Budějovice v Jihočeském kraji, 19 kilometrů jihovýchodně od Českých Budějovic na soutoku Farského a Svinenského potoka. Žije zde přibližně 5 300 obyvatel. Historické jádro města je městskou památkovou zónou. Do roku 2014 byly 3. největším městem v okrese České Budějovice dle počtu obyvatel, ale předstihla je Hluboká nad Vltavou.

## Historie
Trhové Sviny se původně jmenovaly pravděpodobně Svinice. První písemná zmínka o nich pochází z roku 1260, kdy se píše o člověku jménem Hojer von Schweinitz, Ojíře ze Svin z klokotské větve rodu Vítkovců. Ve druhé polovině 13. století byl ve městě postaven (původně raně gotický) kostel Nanebevzetí Panny Marie. V roce 1359 koupili Sviny Rožmberkové a staly se součástí novohradského panství. V roce 1420 byly Sviny dvakrát zpustošeny husity. Svinenský hrad pak byl koncem 15. století rozbořen. V roce 1481 Sviny získaly od krále Vladislava Jagellonského právo pořádat dvakrát za rok trhy a městečko získalo přídomek Trhové. Kaple svatého Jana Křtitele, která stávala v původním předhradí, byla zbořena po požáru v roce 1828.
Dne 6. května 1945 jezdecká jednotka SS zavraždila poblíž Trhových Svinů u Rejty deset obyvatel města a jeho okolí.

## Obecní správa

### Místní části
Město Trhové Sviny se skládá ze čtrnácti částí na devíti katastrálních územích.
- Březí (k. ú. Březí u Trhových Svinů)
- Bukvice (k. ú. Bukvice u Trhových Svinů)
- Čeřejov (leží v k. ú. Otěvěk)
- Hrádek (leží v k. ú. Pěčín u Trhových Svinů)
- Jedovary (i název k. ú.)
- Něchov (i název k. ú.)
- Nežetice (leží v k. ú. Březí u Trhových Svinů)
- Otěvěk (i název k. ú.)
- Pěčín (k. ú. Pěčín u Trhových Svinů)
- Rankov (k. ú. Rankov u Trhových Svinů)
- Todně (i název k. ú.)
- Trhové Sviny (i název k. ú., včetně ZSJ Rejta)
- Třebíčko (leží v k. ú. Trhové Sviny)
- Veselka (leží v k. ú. Jedovary)

V období od 1. ledna 1976 do 31. prosince 1993 k městu patřily Boršíkov, Čížkrajice, Chvalkov a Mezilesí. Od 1. ledna 1976 do 23. listopadu 1990 byly částmi města také Kamenná, Klažary a Kondrač.

### Starostové
- 1990–1996 František Stráský
- 1996–2014 Radislav Bušek
- 2014–2018 Pavel Randa
- 2018–2022 Věra Korčaková
- od 2022 David Štojdl

### Znak
Roku 2003 si město dalo udělit novou verzi znaku, v němž byla po staletí užívaná zlatá růže pánů z Hradce nahrazena červenou růží pánů z Rožmberka.

## Doprava
Trhové Sviny leží na křižovatce silnic II/156 a II/157. Nejbližší železniční stanice je v sedm kilometrů vzdálených Borovanech, které leží na železniční trati České Budějovice – Gmünd.

## Společnost

### Kultura
Ve městě se nachází knihovna, kino a malý koncertní sál. Každý rok se zde koná festival pod názvem Valdauf, na počest svinenského rodáka Karla Valdaufa. Každoročně se tu pořádají plesy. Je zde také ochotnický sbor Otty Schwarzmüllera.

### Školství
V Trhových Svinech se nalézá jedna základní škola, Gymnázium Trhové Sviny, střední odborná škola, základní škola praktická a střední odborné učiliště.

### Město ve filmu
Natáčel se zde (na Velkém rybníku) částečně film Pojedeme k moři v režii Jiřího Mádla. Byl tu natočen celý film Neříkej mi majore! z roku 1981 v režii Jiřího Hanibala.

## Pamětihodnosti

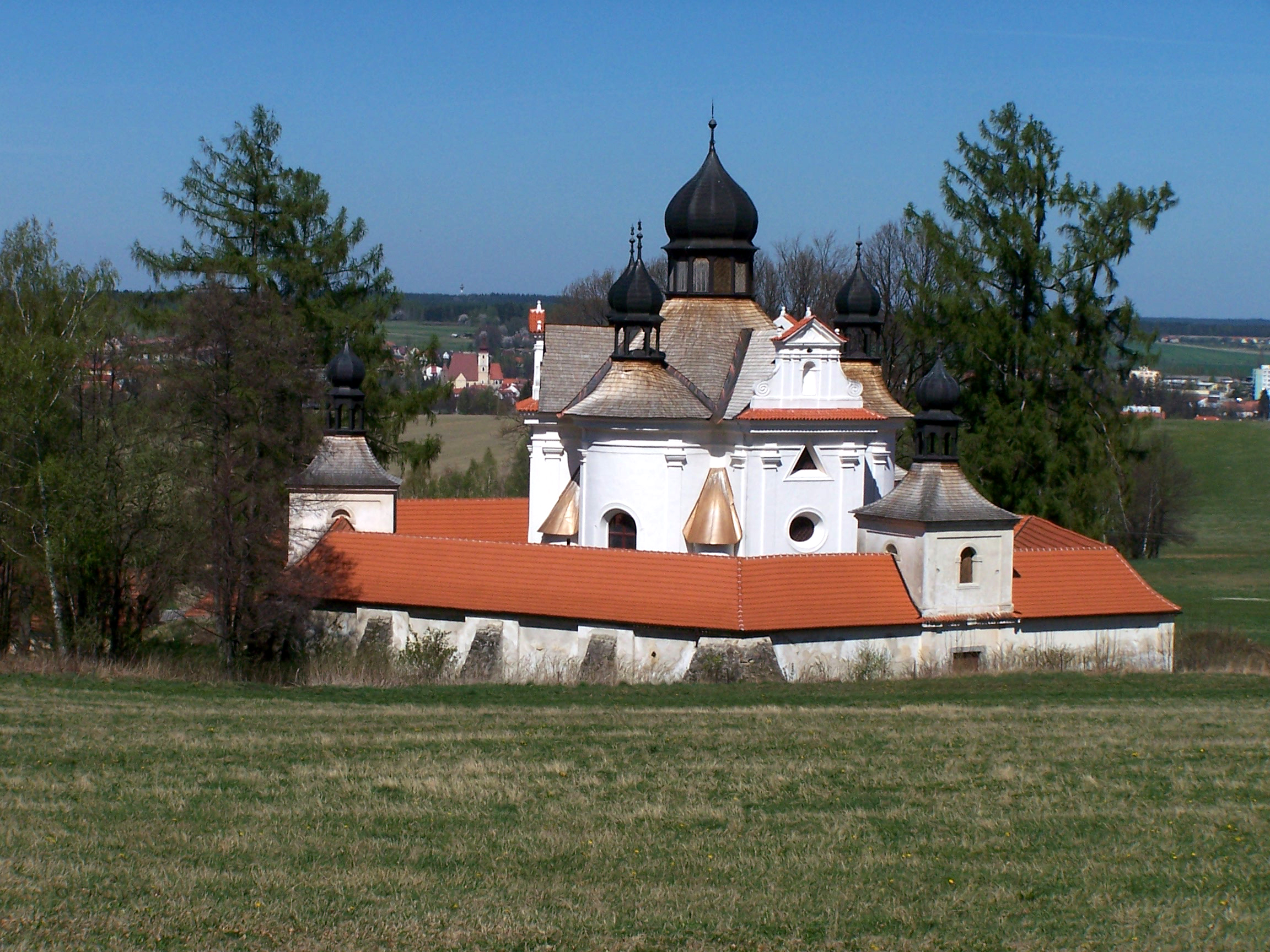
Poutní kostel Nejsvětější Trojice

- Kostel Nanebevzetí Panny Marie – původně raně gotický, jeho nynější podoba pochází převážně z pozdně gotické přestavby na přelomu 15. a 16. století
- Radnice – v nynější podobě z roku 1845
- Kašna na náměstí z roku 1864
- Kostel Nejsvětější Trojice dva kilometry jižně od města, barokní, na centrálním půdorysu[10]
- Sbor Církve československé husitské
- Sloup Svatého Jana Nepomuckého – barokní sloup z roku 1722
- Přibližně dva kilometry jihozápadně od města se nachází technická památka Buškův hamr.

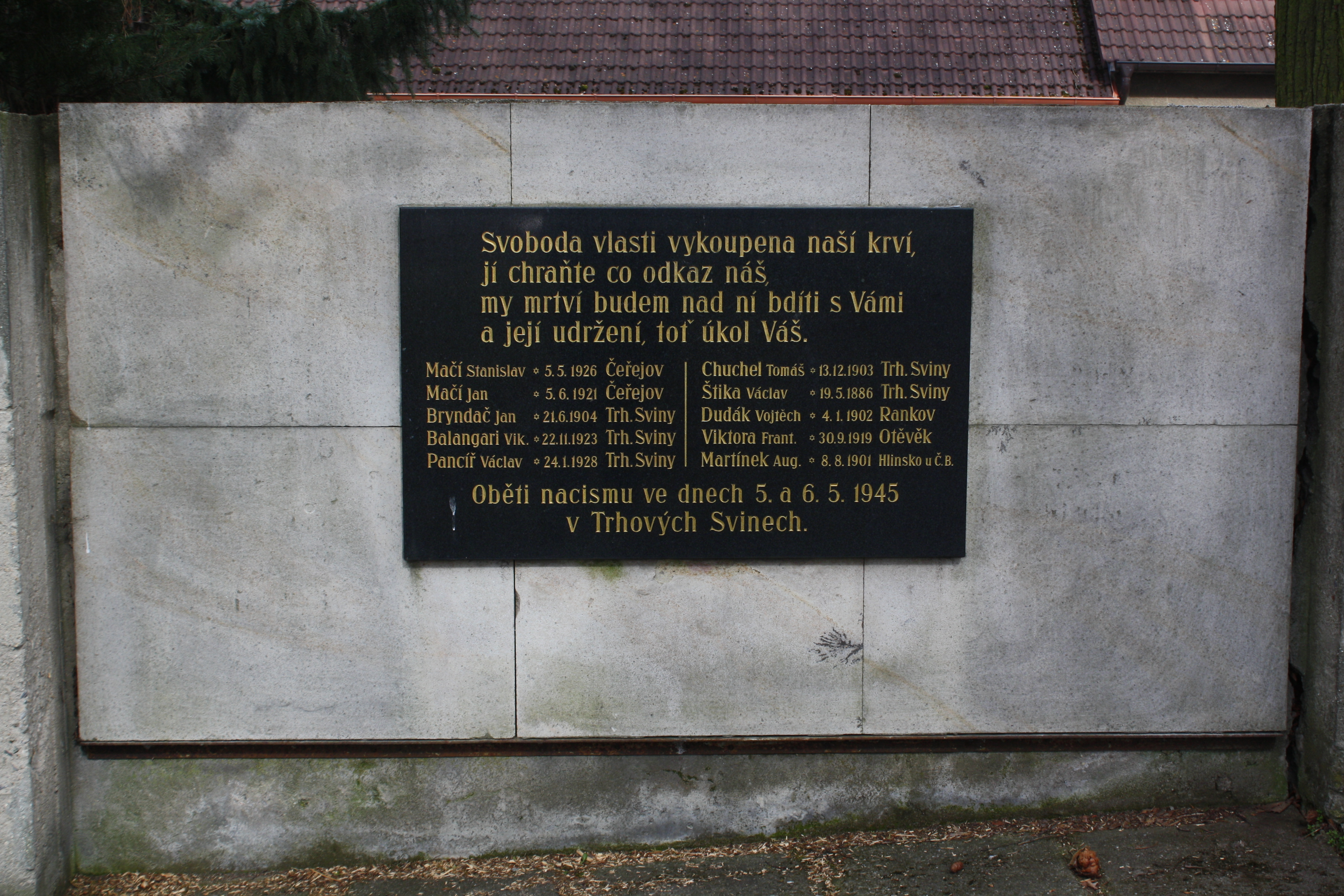
Památník obětem nacistické okupace

## Rodáci
- Josef Dietrich
- Rudolf Bureš
- Emil Hácha
- Rudolf Holinka
- Ferdinand Stašek
- Karel Valdauf
- Jan Benda (architekt)